# Boyka: Invicto IV
Boyka: Undisputed es una película de artes marciales estrenada en 2017, con Scott Adkins repitiendo su papel de Yuri Boyka. Tim Man, que fue el responsable de las coreografías de los combates en Ninja: Shadow of a Tear, cumple dicha función también en esta película junto a Isaac Florentine, director de las dos películas anteriores de la saga.

## Sinopsis
Boyka es un luchador de MMA experto, conocido anteriormente por ser el rey de los luchadores reclusos, que se encuentra en mitad de una importante liga. Durante la competición se produce un accidente del cual es responsable, al asesinar a golpes a su adversario, Viktor. Esta muerte hace que Boyka empiece a replantearse verdaderamente lo que merece la pena este deporte, que entra en conflicto con sus creencias religiosas y su anterior personalidad sanguinaria. Cuando descubre que la mujer del fallecido, Alma, se encuentra en serios problemas, decide luchar una serie de batallas para poder liberarla de la servidumbre, peleando contra luchadores de un nivel increíblemente alto. Mientras tanto, el organizador de dichas peleas, el mafioso Zourab, se encarga en secreto de negociar el traslado de un monstruoso recluso salido de la misma cárcel de la que procedía Boyka: Koshmar.

## Reparto
- Scott Adkins como Yuri Boyka
- Teodora Duhovnikova como Alma
- Alon Moni Aboutboul como Zourab
- Julian Vergov como Slava
- Brahim Achabbakhe como Igor Kazmir
- Paul Chahidi como Kiril
- Petio Petkov como Dominik
- Valentin Ganev como alcaide Markov
- Vladimir Mihaylov como el sacerdote
- Martyn Ford como Koshmar
- Vladimir Kolev como Koychev
- Emilien De Falco como Viktor
- Tim Man como el hermano Ozerov #1
- Andreas Nguyen como elhermano Ozerov #2

## Producción
El rodaje comenzó a mediados de junio de 2015, finalizando seis semanas después. Los efectos de posproducción duraron otras 4 semanas. Uno de los productores Danny Lerner falleció en un accidente apenas terminado el rodaje por lo que al final una placa le rinde un homenaje.